# Please! Please! Please!
"Please! Please! Please!" (プリーズ！プリーズ！プリーズ！, Purīzu! Purīzu! Purīzu!) é o segundo single lançado pelo grupo idol Japonês Twinklestars. Ele foi lançado no Japão dia 6 de julho de 2011 em três edições: edição regular, CD+DVD A e CD+DVD B. A faixa título foi usada como tema de encerramento do programa de TV PIRAMEKINO.

## Faixas
O single foi lançado em três edições: Edição Regular (CD), Edição Limitada CD+DVD A e Edição Limitada CD+DVD B (ambas CD+DVD).
| CD (acompanha todas as edições) |                                                                                           |         |  |
| N.º                             | Título                                                                                    | Duração |  |
| 1.                              | "Please! Please! Please!" (プリーズ！プリーズ！プリーズ！)                                | 3:44    |  |
| 2.                              | "Tenshi to Akuma" (天使と悪魔)                                                            | 3:48    |  |
| 3.                              | "Please! Please! Please! (Instrumental)" (プリーズ！プリーズ！プリーズ！（Instrumental）) | 3:44    |  |
| 4.                              | "Tenshi to Akuma (Instrumental)" (天使と悪魔（Instrumental）)                             | 3:42    |  |

| DVD - Edição Limitada CD+DVD A | |         |  |
| N.º                            | Título | Duração |  |
| 1.                             | "Please! Please! Please! (Music Video-Dance ver.-)" (プリーズ！プリーズ！プリーズ！（Music Video-Dance ver.-）) | 3:49    |  |
| 2.                             | "Twinklestars Baton Lesson" (Twinklestarsバトンレッスン)                                                        | 7:48    |  |

| DVD - Edição Limitada CD+DVD B |                                                                                         |         |  |
| N.º                            | Título                                                                                  | Duração |  |
| 1.                             | "Please! Please! Please! (Music Video)" (プリーズ！プリーズ！プリーズ！（Music Video）) | 4:50    |  |
| 2.                             | "Making of "Please! Please! Please!"" (メイキング映像)                                  | 9:43    |  |

## Desempenho nas paradas musicais
| Tabela                                    | Melhor posição | Semanas nas tabelas |
| ----------------------------------------- | -------------- | ------------------- |
| Japão (Oricon Weekly Singles Chart)       | 67             | 1                   |
| Japão (Billboard Japan Hot Singles Sales) | 67             | 1                   |